# Anaxyrus compactilis
Anaxyrus compactilis là một loài cóc trong họ Bufonidae. Chúng là loài đặc hữu của México.
Các môi trường sống tự nhiên của chúng là vùng đất có cây bụi nhiệt đới hoặc cận nhiệt đới, đầm nước ngọt, và đầm nước ngọt có nước theo mùa. Loài này đang bị đe dọa do mất nơi sống.